# 183 г. пр.н.е.
183 (сто осемдесет и трета) година преди новата ера (пр.н.е.) е година от доюлианския (Помпилийски) римски календар.

## Събития

### В Римската република
- Консули са Марк Клавдий Марцел и Квинт Фабий Лабеон.
- Римският военачалник Сципион Африкански умира в Кампания.[1]
- В Цизалпийска Галия са основани са римските колонии Мутина и Парма.[1][2]
- Келтиберите нападат римска територия в Испания.[1]

### В Гърция
- Град Месения въстава срещу Ахейския съюз. Съюзът изпраща войска начело с военачалник Филопемен, който да възстанови реда, но той е пленен и принуден да извърши почетно самоубийство.[1]

### В Македония
- Квинт Марций Филип е изпратен от Рим като посланик в Македония и принуждава Филип V да изостави тракийските си владения (най-вече по крайбрежието).[2][3]
- Синът на Филип Деметрий се завръща от Рим и е посрещнат топло от народа.[2] Това предизвиква известна ревнивост у Филип, който повежда поход за възстановяване на контрола си над долината на Хеброс и Филипопол.[2]

### В Мала Азия
- Евмен II и Прусий I сключват мир.[1]
- Фарнак I завладява Синоп.[1]
- Ханибал умира във Витиния.[1]

## Починали
- Ханибал,[notes 1] картагенски пълководец, главният противник на Рим в борбата за надмощие в Западното Средиземноморие през последните десетилетия на 3 век пр.н.е., смятан за един от най-добрите военни стратези в историята (роден 247 г. пр.н.е.)
- Сципион Африкански, римски политик и военачалник във Втората пуническа война известен с победата си над Ханибал при Зама отредила му място сред най-бележитите пълководци в историята (роден 235 г. пр.н.е.)
- Филопемен, древногръцки военачалник и политик, стратег на Ахейския съюз (роден 253 г. пр.н.е.)

Бележки:
1. ↑  Точната година на смъртта на Ханибал не е известна смята се, че попада в периода между 183 и 181 г. пр.н.е.